# Досвід реального життя (трансгендер)
Реальний досвід (анг. real-life experience, RLE), який іноді називають тестом реального життя , - це період часу, в якому трансгендерні люди живуть повний робочий день у своїй визначеній (виявленій) гендерній ролі. Мета RLE полягає в тому, щоб підтвердити, що дана трансгендерна особа може успішно функціонувати як член визначеної статі в суспільстві, а також підтвердити, що вона впевнена, що хоче жити відповідно до цієї статі до кінця свого життя. Документована RLE - це вимога деяких лікарів перед призначенням замісної гормональної терапії (ЗГТ) та вимога більшості хірургів перед проведенням операції з хірургічної корекції статі.

## Критерії
В шостій версії Стандартів догляду (Standards of Care (SOC)) Всесвітньої професійної асоціації здоров'я трансгендерів, опублікованої в 2001 році, наведені наступні стандарти RLE: 
1. Збереження повної або неповної зайнятості;
2. Функціонувати як студент/студентка;
3. Брати участь у волонтерській діяльності;
4. Виконати певну комбінацію пунктів 1–3;
5. Набути (юридичне) ім’я, що відповідає гендерній ідентичності;
6. Надати документацію про те, що особи, крім терапевта, знають, що пацієнт_ка функціонує у бажаній гендерній ролі.

Сьома версія SOC Всесвітньої професійної асоціації здоров'я трансгендерів, яка була опублікована в 2011 році і є останньою версією стандартів, є більш неоднозначною і не містить жодних конкретних параметрів для RLE.  Натомість, в стандартах зазначено, що особа повинна постійно жити у бажаній ґендерній ролі. Вони також заявляють, що документація про зміну імені та/або гендерного маркера може бути представлена як спосіб підтвердження того, що RLE виконана, але не вказують, що зміна імені та/або гендерного маркера є вимогою для завершення RLE.    
Клінічна практика в деяких країнах може бути більш-менш суворою. У Великій Британії більшості трестів Національної служби охорони здоров’я знадобиться два роки RLE до операції, тоді як у таких країнах, як Таїланд та Мексика, деякі хірурги можуть не вимагати проходження будь-якої RLE взагалі. 

## Критика
Деякі трансгендерні люди висловлюють невдоволення процедурою RLE, заявляючи, що це непотрібно. Підтримуючи такі твердження, лікар та сексолог Енн Лоуренс у доповіді, представленій на XVII Міжнародному симпозіумі Гаррі Бенджаміна з питань гендерної дисфорії, заявила, що існує мало наукових доказів того, що одно- або дворічний термін реального життя є необхідним або достатнім. Крім того, вона представила результати дослідження, яке вона провела на групі транс-жінок, де дійшла висновку, що її результати не підтверджують вимогу SOC про RLE як абсолютну вимогу до хірургічної корекції статі. 
Крім того, на підтвердження ідеї про те, що вимога до RLE до зміни статі є непотрібною, є той факт, що суїцид та депресія, дуже рідкісні у прооперованих трансгендерних людей. В іншому дослідженні, проведеному Лоуренс, вона показала, що в групі з 232 післяопераційних жінок, жодна з них не висловила прямого жалю, і лише деякі з них шкодували.  Крім того, огляд літератури 2002 року показав, що серед післяопераційних трансгендерних людей рівень покаянь становить менше 1%, а кількість самогубств - трохи більше 1%;  для порівняння, рівень самогубств у загальній популяції становить лише близько 1%,  тоді як рівень спроб самогубств у трансгендерних людей в цілому становить близько 41%. 
У 2017 році Amnesty International підкреслила, що Комітет з питань ліквідації дискримінації щодо жінок критикує RLE  за просування стереотипних гендерних ролей. 

## Подальше читання
- Vancouver Coastal Health's Real Life Experience booklet
- Transgender Explored - Real Life Experience